# Frères Sérapion
Ne doit pas être confondu avec Frères Sérapion (Berlin).
Pour les articles homonymes, voir Sérapion.

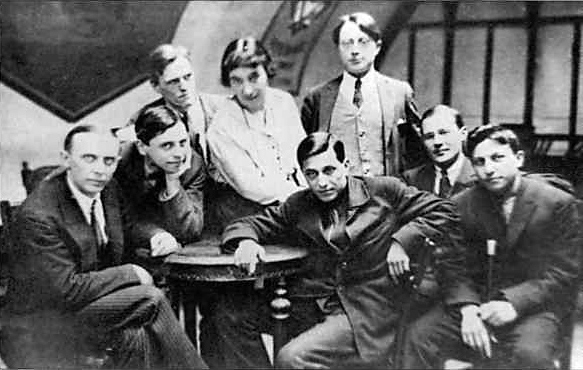
Les Frères Sérapion. De gauche à droite : Constantin Fedine, Mikhaïl Slonimski, Nikolaï Tikhonov, Elizaveta Polonskaïa, Nikolaï Nikitine, Mikhaïl Zochtchenko, Ilia Grouzdev, Benjamin Kaverine.

Les Frères Sérapion ou Frères de Sérapion (russe : Серапионовы Братья) sont un groupe d'écrivains constitué à Pétrograd, en Russie, en 1921. Il tire son nom des Frères Sérapion, cercle constitué autour de l'auteur romantique allemand Ernst Theodor Amadeus Hoffmann, auteur du recueil Les Frères de Saint-Sérapion. Il est composé de Nikolaï Tikhonov, Benjamin Kaverine, Mikhaïl Zochtchenko, Victor Chklovski, Vsevolod Ivanov, Elisaveta Polonskaïa, Ilia Grouzdev, Mikhaïl Slonimski, Lev Lunts, Vladimir Pozner, Nikolaï Nikitine et Constantin Fedine. Le groupe se forme durant leurs études et les séminaires de Iouri Tynianov, Ievgueni Zamiatine et Korneï Tchoukovski, à la Petrogradsky dom iskousstv (Maison des Arts de Pétrograd). Il se constitue officiellement lors de sa première réunion du 1er février 1921 ; ses membres se retrouvent chaque samedi, tant que leur quartier général est à la Maison des Arts.
Le groupe finit par se briser : plusieurs d'en eux partirent à Moscou et devinrent des écrivains soviétiques officiels, tandis que d'autres, comme Zochtchenko, demeurèrent à Pétrograd ou émigrèrent de la Russie soviétique. Selon Hongor Oulanoff, « les Frères Sérapion n'ont pas fondé une école littéraire. En fait - comme cela apparaît dans le Manifeste Sérapion et les œuvres de Fedine - la Fraternité n'a même pas eu l'intention d'en fonder une. »

## Ievgueni Zamiatine et les Frères Sérapion
Ievgueni Zamiatine s'associe aux Frères Sérapion en 1921, quand il est nommé conférencier à la Maison des Arts (Dom iskousstv), où étudient et vivent les membres de la Fraternité. L'Institut est situé sur la Perspective Nevski, dans l'ancien palais du gouverneur de Saint-Pétersbourg. Les auteurs, y compris les Sérapions, occupent l'aile du palais située le long du quai de la Moïka. Cet emplacement est à l'origine de l'expression Dom na naberejnoï (Maison sur le quai). Zamiatine vit là avec d'autres écrivains au sein d'une petite communauté d'intellectuels, dont le style de vie et l'atmosphère artistique ont fait plus tard l'objet de descriptions dans leurs mémoires et leur correspondance.
À cette époque, Zamiatine critique avec audace la police soviétique de la Terreur rouge. Il a déjà achevé Nous autres et travaillé comme éditeur avec Maxime Gorki sur le projet de « littérature mondiale ». Chklovski et Kaverine ont décrit les lectures de Zamiatine comme provocatrices et stimulantes. Cependant, la fameuse déclaration de Zamiatine, suivant laquelle la « vraie littérature ne peut être écrite que par des fous, des ermites, des hérétiques, des rêveurs, des rebelles et des sceptiques » a été largement incomprise. Les Frères Sérapion sont restés neutres, repliés sur eux-mêmes, et ont finalement rendu grand public, avec d'autres, une littérature plus innovatrice et expérimentale. Ayant perdu ses illusions sur son influence, Zamiatine se retire.

## Iouri Tynianov et les Sérapions
Iouri Tynianov supervise les études et publications de la Fraternité dès qu'il les rencontre à la Maison des Arts de Saint-Pétersbourg. Il soutient leur non-conformisme doux, leur opposition calme à la littérature officielle basée à Moscou. Ironiquement, nombre d'entre eux ont fini par faire carrière à Moscou, où ils ont rejoint l'Union des écrivains russes.

## Korneï Tchoukovski et les Sérapions
Korneï Tchoukovski était conférencier à la Maison des Arts, avec Iouri Tynianov et Ievgueni Zamiatine. Les Frères de Sérapion ont suivi la plupart des séminaires des trois conférenciers, bien que durant une brève période. Par la suite, plusieurs membres de la Fraternité ont suivi Tchoukovski à Moscou. Là, ils ont poursuivi leur carrière sous son aile et sont devenus des artistes officiels dans le cadre du réalisme socialiste soviétique.

## Léon Trotski et la Fraternité Sérapion
Léon Trotski a rédigé une brève analyse de la Fraternité dans le deuxième chapitre de son livre Littérature et Révolution (1924). Trotski présente le groupe comme jeune et naïf. Il écrit qu'ils n'eussent pu exister sans la Révolution, comme groupe ou isolément. Il désavoue leur neutralité politique proclamée : « Comme si un artiste pouvait jamais être "sans une tendance", sans une relation définie à la vie sociale, bien qu'elle n'ait pas été formulée ou exprimée en termes politiques. Il est vrai que la majorité des artistes forment leur relation à la vie et à ses formes sociales durant la période biologique, d'une manière imperceptible et moléculaire et presque sans intervention de la raison critique. » Toutefois, deux ans seulement après leur fondation, il admet que son analyse était trop probable pour être définitive : « Pourquoi les reléguons-nous au statut de "compagnons de route" ? Parce qu'ils se dévouent entièrement à la Révolution, parce que ce lien est encore très informe, parce qu'ils sont tellement jeunes et parce que rien de défini ne peut être dit de leur avenir. »

## Maxime Gorki et la Fraternité Sérapion
La plupart des membres de la Fraternité n'avaient aucun revenu régulier, souffraient souvent de la faim et étaient pauvrement vêtus. Ils vivaient grâce au soutien financier de Maxime Gorki, bien que le groupe ait jugé le roman réaliste dépassé et remis en question les œuvres de leur bienfaiteur.